# Zeuge vom Hörensagen
Als Zeuge vom Hörensagen wird im deutschen Recht ein Zeuge bezeichnet, der Angaben bekundet, die jemand ihm gegenüber zu einem bestimmten Ereignis gemacht hat.
Weil er hierbei eigene Wahrnehmungen mitteilt, verstößt seine Vernehmung nicht gegen den Unmittelbarkeitsgrundsatz.
Da bei mittelbaren Angaben mit mehreren Zwischengliedern eine höhere Gefahr besteht, Ereignisse zu entstellen oder unvollständig wiederzugeben, sind an die Beweiswürdigung höhere Anforderungen zu stellen.

## Hintergrund und Einzelheiten
Wenn ein unmittelbarer Zeuge aus tatsächlichen oder rechtlichen Gründen nicht gehört werden kann, ist es möglich, an seiner statt auf Zeugen vom Hörensagen zurückzugreifen, deren Vernehmung nach § 244 Abs. 2 StPO sogar geboten sein kann.
Im Strafprozess muss der Richter im Rahmen seiner Aufklärungspflicht den Wert der weniger sachnahen, mittelbaren Beweisführung äußerst sorgfältig prüfen und entscheiden, ob er sie für ausreichend hält. Kann er sich während der Hauptverhandlung ein eigenes Bild machen, sind ersetzende Beweismittel ausgeschlossen.
Der Grundsatz der Unmittelbarkeit beinhaltet den Vorrang des Personalbeweises vor dem Urkundenbeweis. Er schließt gem. § 250 StPO nur aus, dass Zeugenaussagen durch Vernehmungsprotokolle ersetzt werden, wenn es leicht möglich wäre, die Zeugen direkt zu vernehmen oder wenn sie gem. § 252 StPO von ihrem Zeugnisverweigerungsrecht Gebrauch machen. In diesem Fall ist dem Gericht untersagt, die unzulässige Vernehmung durch den Rückgriff auf Niederschriften zu ersetzen oder Zeugen vom Hörensagen über entsprechende Aussagen zu befragen (BGHSt).
Ein Zeuge vom Hörensagen kann nach herrschender Meinung nicht nur dann zulässig vernommen werden, wenn die mitgeteilten Tatsachen einen Straftatbestand erfüllen, sondern auch, wenn sie als Beweisanzeichen für diese Tatsachen dienen. So entschied der Bundesgerichtshof (BGHSt), es sei möglich, Äußerungen zum Gegenstand der Beweiserhebung zu machen, die ein in der Hauptverhandlung sein Zeugnis verweigernder Zeuge (hier ein von seinem Vater missbrauchtes Kind) anderen gegenüber gemacht hatte.
Es ist unerheblich, wie die Wahrnehmung erfolgte. Der Zeuge kann sie im Auftrag der Polizei, des Gerichts oder zufällig gemacht haben.